# Битва за Ахты
Битва за Ахты — военные действия, происходившие между мюридами Имама Шамиля и русскими войсками с 14 по 22 сентября 1848 года возле аула Ахты в Самурском округе Прикаспийского края в Дагестане. Ключевой эпизод Самурского похода Шамиля. Окончилась битва победой русских войск и отступлением Шамиля из Самурского округа.

## Предпосылки
В 1848 году по просьбе местных жителей Кайтаг и Табасаран были приняты в состав Имамата и стали наибствами. Наибом был назначен лакский мудир Бук-Мухаммед, бывший учеником шейха Мухаммеда Ярагского. Однако у аула Шелахи произошло сражение, результатом которого стало убийство Бук-Мухаммеда и переход Кайтага и Табасарана под управление царской администрации. Вскоре эта весть дошла до Шамиля. В беседе с илисуйским наибом Даниял-беком Шамиль раскритиковал свою военную стратегию, отметив, что доселе Имамат уделял слишком мало внимания ситуации в Южном Дагестане. Вскоре было принято решение совершить поход на Лезгинскую кордонную линию царских войск, по долине реки Самур. Были собраны силы наибов Караты и Харахи. Имам выдвинулся из столицы Имамата Ведено, через Карату, вдоль Главного Кавказского хребта, по ущельям вышли в Рутульский участок, где по долине реки Самур дошли до села Ахты, которое контролировалось гарнизоном царских войск Ахтынской крепости.
В конце августа до частей Лезгинской кордонной линии стали доходить слухи о готовящемся горцами походе в Самурскую долину. В начале сентября войска илисуйского наиба Даниял-бека вошли в Самурский округ, а вечером 5 сентября уже были в Шиназском ущелье Самурского хребта с 4 тысячами конницы. Остановившись в селе Кала, он разослал жителям близлежащих сёл свои прокламации. Ночью 5 сентября из его войска было выделено три отряда. Один следовал правым берегом Самура к селу Амсар. Второй, следуя хребтом, вышел к селу Лучек. И третий, следуя от Арчидага, занял Искерское ущелье. Дойдя до Рутула, Даниял-бек был вынужден отступить ближе к Аварии под напором сил милиции.

## Первый штурм Ахтынской крепости
Ахтынская крепость находится на правом берегу реки Ахтычай, у самого устья, на правом берегу реки Самур. Крепость с двух сторон окружена двумя реками. На момент Ахтынского сражения крепость состояла из 5 соединённых между собой фасов, 5 батарей по 2 орудия располагались на бастионах, помимо 6 мортир Кагорна. Провианта, пороха и снарядов было достаточно для выдерживания продолжительной блокады. Водой гарнизон снабжался из реки Ахтычай и колодца внутри крепости. Самая сильная сторона была южная, самая слабая — северная, обращенная к Самуру. Первые отряды горцев оказались у крепости 5 сентября. 8 сентября начальник гарнизона Ахтынской крепости, полковник Фёдор Филиппович Рот проводил с двумя ротами линейного Грузинского батальона № 6 (300 конницы, 1000 пешей милиции, рота пехоты из Ахтынского гарнизона) манёвры по Самурской долине и вытеснил караулы горцев из селений Кака и Хрюг. Однако вечером 8 сентября передовые отряды наиба Хаджи-Мурада достигли селений Зрых и Хрюг, вследствие чего Рот вынужден был укрыться в крепости. Гарнизон крепости состоял из 300 пехотинцев и 27 артиллеристов. 9, 10 и 11 сентября наибы Шамиля, расположив главные силы у села Хрюг, занимались пополнением войск из числа жителей окрестных сёл. Илисуйский наиб Даниял-бек вместе с Каратинским наибом, сыном Шамиля, Гази-Магамедом приступили к осаде крепости. Над самим аулом было поднято знамя Имамата. Горцы располагали артиллерийским звеном в 4 пушки. К осаждавшим присоединились жители Ахтов, их атаки на крепость были особенно ожесточёнными. 12 сентября в крепость прибыла команда в 48 человек 1-го батальона Мингрельского егерского полка, под начальством подпоручика Ищенко. В тот же день в село Рутул прибыл имам Шамиль, куда прибыли и его наибы. 13 сентября Хаджи-Мурад с аварской конницей занял Куртинскую дорогу и расположился в селе Гра. Тем временем Даниял-бек с войском, переправившись через Гельмец-Ахтынский хребет, спустились из Самурской долины в Ущелье Ахтычая и заняли Ахтынские минеральные воды. 14 сентября, в 16 часов из Кусары в Ахты прибыла 5-я гренадерская рота князя Варшавского полка под начальством капитана Тизенгаузена, которой удалось с боем прорваться в Ахтынскую крепость. К 14 сентября гарнизон крепости состоял из 500 человек при 18 штаб- и обер-офицерах. В тот же день начался штурм, у Шамиля в распоряжении было около 10 тысяч мюридов. Полковник Рот привёл крепость в усиленное оборонительное положение. Против 1-го и 4-го бастионов горцам удалось сделать завалы. Вечером 15 сентября Ф. Ф. Рот был тяжело ранен ружейной пулей, и командование гарнизоном было передано командующему 5-й гренадерной роты, капитану С. К. Новосёлову. К концу того дня потери гарнизона составили 20 человек убитыми и 32 ранеными. Осаждённые чувствовали нехватку в воде, провианте и боеприпасах. Даниял-бек стал сомневаться в успехе штурма. Однако 15 сентября горцы расположили одну мортиру Кагорна на холме на левом берегу Самура, и при обстреле внутренностей укрепления, пробив гранатами потолок арсенала, взорвали пороховой погреб; при взрыве сдетонировали 400 пудов пороха и артиллерийские снаряды. Положение осаждённых ухудшилось, был нанесён значительный урон: русские потеряли убитыми 30 солдат и 1 офицера; раненными 39 человек. В стене крепости образовалась брешь. Воспользовавшись сильным психологическим эффектом от взрыва на осаждающих, защитники крепости сумели быстро заделать образовавшуюся брешь. Были временно захвачены горцами 1, 2, 3, 4 и 5-я артиллерийские батареи. Вскоре к крепости подоспел Шамиль, отдавший приказ рыть подкоп под стену крепости. Осаждённые возобновили артобстрел. Мероприятие Шамиля удалось, и в стене была проломлена брешь, в которую хлынули мюриды. Завязался рукопашный бой между мюридами и русскими солдатами.
17 сентября горцы начали заваливать рвы брёвнами и ветками и на следующий день начали минировать исходящий угол 1-го бастиона. 18 сентября на противоположном берегу Самура показались части отряда Аргутинского, однако, не имея возможности перейти реку, они смогли лишь открыть по горцам артиллерийский огонь. В тот же день появившиеся отряды отступили к хребту, надеясь пройти Самур у ближайшего брода. 20 сентября осаждённые отразили очередной штурм мюридов, длившийся три часа. 21 сентября горцы заложили заряд под стенами 5-й батареи, и так претерпевшей сильные повреждения из-за взрыва порохового погреба. 22 сентября был тяжело ранен капитан Новосёлов. В этот день горцы отступили от крепости и прекратили осаду по причине того, что отряды Аргутинского, прорвав мискинджинские оборонительные завалы, подоспели к Ахтам. Гарнизон крепости был спасён.

## Наступление генерала-фельдмаршала Аргутинского
14 сентября находившийся в Курахе генерал-фельдмаршал Аргутинский узнал о боевых действиях у Ахтов. 18 сентября в 4 часа утра отряды Аргутинского, разделившись на две колонны, выдвинулись в сторону Ахтов. Уже в 8 часов утра передовые части были на подступах к аулу. Первая колонна состояла из трёх батальонов Ширванского полка и одного батальона Апшеронского полка. Вторая колонна состояла из батальонов Самурского, Дагестанского, Апшеронского полков, дивизиона драгун, сотни донских казаков и 6 горных орудий. Вход в Самурскую долину был преграждён завалами, устроенными горцами у аула Гра, поэтому отрядам Аргутинского пришлось обойти их по левой стороне ущелья. В 9 часов утра 1-й батальон Ширванского полка с двумя орудиями и ракетной командой был уже у реки Самур. Остальные батальоны спускались с горы. По приказу Шамиля мост через Самур был сожжён, что остановило продвижение войск Аргутинского. 1-я гренадерская рота спустилась с горы к реке и открыла огонь по ближайшим позициям мюридов. Мюриды, окружённые с двух сторон русскими, а с третьей стороны реками Самур и Ахтычай, отступили в сторону села. В 18 часов 18 сентября батальоны начали подниматься на гору, не имея возможности перейти вброд глубокую, широкую и стремительную реку Самур. В 19 часов горцы из аула Гра зашли в тыл первой колонне, отрезав её от второй, но боестолкновения не произошло. 19 сентября колонны воссоединились на вершине хребта и утеряли из виду Ахты. 20 сентября отряды Аргутинского двинулись по хребту к аулу Кабир. 21 числа в 2 часа ночи передовые части отрядов Аргутинского достигли Кабира, арьергард же подошел к этому месту лишь в 8 утра. В 32-х верстах от Ахтов, ниже по течению Самура, возле села Хазра (лезг. Яргун) солдаты перешли реку вброд. От этого места отряды шли прямо на Ахты. От Микраха до Мискинджи горцы соорудили несколько завалов. Войска пошли на них фронтально. 22 сентября 1848 года три батальона Ширванского полка, каждый численностью по 700 солдат, поддерживаемые огнём гранат и ракет, двинулись на штурм укреплённых позиций горцев, располагавшихся у аула Мискинджа. Мюридами были заняты позиции на склонах гор, куда пробирались солдаты. Защищающиеся разили солдат ружейным огнём и камнями, однако ширванцы брали один завал за другим. В итоге горцы были выбиты со всех завалов и поспешно отступали в сторону Ахтов. Возле самого аула отряды Кибит-Магомы соединились с войсками Гаджи-Мурада. В боях у аула Мискинджа мюриды потеряли 300 человек убитыми и 60 пленными. Русские потеряли 156 солдат и 6 офицеров убитыми. Войска Шамиля прекратили осаду крепости и передвинулись вплотную к Ахтам. Отряды Аргутинского подошли к крепости и братались со спасённым гарнизоном Ахтынской крепости. Не доходя до села, войска имама выстроились лицом к крепости. Аргутинский предпринял аналогичный манёвр и выстроил войска у подножия горы. Кавалерия прикрывала крепость. Противники оставались на занятых позициях в течение двух дней.

## Разгром Кубинского гарнизона
Перед началом осады Ахтынской крепости, Шамиль послал для наблюдения за Кубинской дорогой отряд карахского наиба Эфенди. Для атаки на Шамиля с востока, Аргутинский ждал подхода гарнизона города Кубы. На полпути от Кубы до Ахтов, неподалёку от села Хазра, кубинский отряд полковника Игреева совершил привал. Личный состав отдыхал, тягловые и верховые лошади были пущены на выпас, отряд потерял бдительность. В этот момент мюриды карахинского наиба с трёх сторон бросились на солдат Игреева. Кубинский отряд был застигнут врасплох, офицеры не сумели организовать оборону ввиду полного разоружения солдат при отдыхе на привале. По сути, отряд лишил себя боеспособности перед атакой карахинского наиба. Солдаты в панике бежали, оставив всё. Полковник Игреев еле избежал плена. Мюриды, захватив большое количество пленных, провианта и боеприпасов, двинулись в сторону Ахтов и воссоединились с основной армией имама.

## Наступление войск Карахского наиба Эфенди на войска Аргутинского
Достигнув Ахты, карахский наиб, не теряя времени, решил атаковать расположение войск генерал-фельдмаршала Аргутинского. Первой волной пошла в атаку кавалерия, за ней пехота. Поначалу, пехота Аргутинского попятилась к горе. Карахская кавалерия остановилась у горы. Кавалерия Аргутинского укрылась в крепости. Даниял-бек возобновил осаду крепости. В этот раз начальником гарнизона Ахтынской крепости был капитан Смольников. Поддерживая смелые действия карахского наиба, жители Ахтов оказали моральную поддержку мюридам, создав сильный шумовой и визуальный эффект, выходя на крыши домов. Капитан Смольников отправил к жителям села для уговоров к примирению ахтынских перебежчиков, находящихся в его распоряжении, однако, на подходе к селу, лазутчики были пойманы и отправлены в крепость села Ириб.

## Последние манёвры у села
После начала второй осады крепости и наступления карахского наиба, генерал-фельдмаршал Аргутинский выстроил армию в ряды. Шамиль проделал то же самое. Противники одновременно атаковали друг друга. Битва была очень ожесточённой, но по происшествии нескольких часов перевес был на стороне Аргутинского. На закате мюриды начали отступать в сторону ущелья. Жители села выходили на улицы и подавали отступающим пить молока и воды. Население негодовало неудачами войск Шамиля. При отступлении в селе остался отряд ополченцев, собранных из близлежащих аулов. Было выявлено их намерение приступить к мародёрству в селе, однако отрядом Гази-Магомеда беспорядки в селе были пресечены.

## Отступление Шамиля
После неудачного сражения с войсками Аргутинского, Шамиль решил отступить от Ахтов. Довольный поддержкой ахтынцев, Шамиль отдал распоряжение Гази-Магомеду об охране собственности павших ополченцев из числа ахтынцев. На следующее утро состоялись переговоры, на котором стороны договорились об обмене пленными. Обмен состоялся по принципу один за одного. В конце дня армия имама Шамиля выдвинулась из Ахтов в сторону Рутула, в Аварию. На рассвете войска генерал-фельдмаршала Аргутинского вышли в преследование мюридов, хвостовую часть войск Шамиля настигли солдаты Нижегородского полка, завязался незначительный бой. Противники столкнулись у аула Чох, где Шамиль вновь дал сражение Аргутинскому.

## В искусстве
Спустя два года после сражения на сцене императорского цирка в Петербурге была поставлена пантомима Павла Мердера «Блокада Ахты», пользовавшаяся у зрителей большим успехом (сам автор был участником обороны крепости).